# Les Salles-Lavauguyon
Les Salles-Lavauguyon är en kommun i departementet Haute-Vienne i regionen Nouvelle-Aquitaine i västra Frankrike. Kommunen ligger i kantonen Rochechouart som tillhör arrondissementet Rochechouart. År 2022 hade Les Salles-Lavauguyon 157 invånare.

## Befolkningsutveckling
Antalet invånare i kommunen Les Salles-Lavauguyon
| Referens: INSEE |